# Groupe de NGC 5152
Le groupe de NGC 5152 comprend au moins 15 galaxies situées dans les constellations du Centaure et de l'Hydre. La distance moyenne entre ce groupe et la Voie lactée est d'environ 66,6 Mpc (∼217 millions d'al). 

## Distance des galaxies du groupe
Si on considère les distances de Hubble, ce groupe de galaxies est passablement compact. Mais, ce n'est pas du tout ce que disent les distances obtenues par des méthodes indépendantes du décalage vers le rouge. Si l'on se fie à ces mesures, l'une des galaxies du groupe (NGC 5135) se retrouve même près du Groupe local à une distance de seulement 6,33 Mpc, ce qui est tout à fait incohérent. Pour sept galaxies du groupe de NGC 5152, les distances obtenues par des méthodes indépendantes sont en dehors des valeurs de la distance de Hubble. Pour sept galaxies ayant plus de trois mesures indépendantes, la distance moyenne est de 53,3 ± 5,3 Mpc (∼174 millions d'al), ce qui est significativement inférieure à la moyenne des distances de Hubble.  

## Membres
Le tableau ci-dessous liste les 16 galaxies du groupe indiquées dans l'article de A.M. Garcia paru en 1993. La dernière galaxie de la liste de Garcia (PGC 47574, dernière ligne du tableau) ne figure pas dans la base de données NASA/IPAC. Selon la base de données Simbad, PGC 47574 est la galaxie IC 4275 ainsi que PGC 47573. 
| Nom        | Constellation | Class.        | Type           | α (J2000.0)   | δ (J2000.0)  | Vitesse radiale (km/s) | m                | Distance Hubble(Mpc) | Diamètre (kal) | Distance ind.(Mpc) |
| ---------- | ------------- | ------------- | -------------- | ------------- | ------------ | ---------------------- | ---------------- | -------------------- | -------------- | ------------------ |
| NGC 5124   | Centaure      | E6?           | Elliptique     | 13h 24m 50.4s | -30° 18′ 27″ | 3976 ± 15              | 12,1             | 62,9 ± 4,42          | 204            | 51,1 ± 7,6         |
| NGC 5135   | Hydre         | SB(l)ab       | Spirale barrée | 13h 25m 44.0s | -29° 50′ 01″ | 4105 ± 6               | 12,1             | 64,8 ± 4,6           | 260            | 6,33 ± 0,06        |
| NGC 5150   | Hydre         | SBbc          | Spirale barrée | 13h 27m 36.5s | -29° 33′ 44″ | 3884 ± 11              | 11,8             | 61,5 ± 4,3           | 137            | 60,7 ± 2,0         |
| NGC 5152   | Hydre         | SB(s)b        | Spirale barrée | 13h 27m 51.1s | -29° 37′ 07″ | 3889 ± 3               | 12,4             | 61,6 ± 4,3           | 444            | 86,7 ± ?           |
| NGC 5153   | Hydre         | E1 pec        | Elliptique     | 13h 27m 54.3s | -29° 37′ 05″ | 4321 ± 29              | 11,8             | 68,0 ± 4,8           | 141            | 50,2 ± 7,9         |
| NGC 5182   | Hydre         | (R')SB(r)bc   | Spirale barrée | 13h 30m 41.1s | -28° 09′ 01″ | 4370 ± 5               | 12,4             | 68,7 ± 4,8           | 147            | 44,2 ± 10,7        |
| IC 4248    | Hydre         | S(rs?)bc? pec | Spirale        | 13h 26m 47.2s | -29° 52′ 53″ | 4103 ± 4               | 13,2             | 64,8 ± 4,5           | 87             | x                  |
| IC 4251    | Hydre         | S0?           | Lenticulaire   | 13h 27m 24.3s | -29° 26′ 40″ | 4481 ± 28              | 13,1             | 70,4 ± 5,0           | 127            | x                  |
| IC 4275    | Hydre         | SB?           | Spirale barrée | 13h 31m 51.3s | -29° 43′ 57″ | 4321 ± 13              | 14,5             | 67,9 ± 4,8           | 75             | 56,4 ± 7,9         |
| ESO 444-12 | Hydre         | S?            | Spirale?       | 13h 20m 50.2s | -29° 28′ 47″ | 4268 ± 25              | 13,30 ± 0,09     | 67,3 ± 4,7           | 161            | x                  |
| ESO 444-15 | Centaure      | Sb            | Spirale        | 13h 22m 23.8s | -31° 40′ 32″ | 4512 ± 4               | 13,55 ± 0,09     | 70,8 ± 5,0           | 109            | x                  |
| ESO 444-21 | Hydre         | Sc            | Spirale        | 13h 23m 30.6s | -30° 06′ 52″ | 4265 ± 4               | 13,77            | 67,2 ± 4,7           | 131            | 54,9 ± 5,1         |
| ESO 444-47 | Centaure      | SB(r)cd?      | Spirale barrée | 13h 28m 25.0s | -31° 51′ 28″ | 4389 ± 3               | 12,69 ± 0,05     | 68,9 ± 4,8           | 118            | 55,5 ± 8,8         |
| PGC 46903  | Centaure      | E             | Elliptique     | 13h 24m 50.7s | -30° 19′ 49″ | 4432 ± 15              | 12,168 ± 0,053 A | 69,6 ± 4,9           | 48             | x                  |
| PGC 47224  | Hydre         | S0            | Lenticulaire   | 13h 28m 05.7s | -29° 25′ 30″ | 4087 ± 12              | 13,65 ± 0,34     | 64,5 ± 4,5           | 90             | 93,3 ± ?           |

- A Dans l'infrarouge proche.

Le site DeepskyLog permet de trouver aisément les constellations des galaxies mentionnées dans ce tableau ou si elles ne s'y trouvent pas, l'outil du site constellation permet de le faire à l'aide des coordonnées de la galaxie. Sauf indication contraire, les données proviennent du site NASA/IPAC.